# Philippa Pearce
Philippa Pearce (Great Shelford, Cambridgeshire, 23 de janeiro de 1920 — Durham, 21 de dezembro de 2006) foi uma escritora inglesa de literatura infantil.

## Principais obras
- The Minnow Leads to Treasure (1958)
- Tom's Midnight Garden (1958) (em português O Jardim da Meia-Noite ISBN 8516051811)
- Still Jim and Silent Jim (1959)
- From Inside Scotland Yard (1965)
- The Children of the House (1968) ou The Children of Charlecote
- The Elm Street Lot (1969)
- The Squirrel Wife (1971)
- Minnow on the Say (1972)
- The Battle of Bubble and Squeak (1978)
- The Way to Sattin Shore (1983)
- Bubble and Squeak (1988)
- Freddy (1988)
- Old Belle's Summer Holiday (1989)
- In the Middle of the Night (1991)
- At the River-gates (1996)
- The Pedlar of Swaffham (2001)
- The Ghost in Annie's Room (2001)
- The Little Gentleman (2004)